# Niclas Kindvall
Bengt Niclas Kindvall, född 19 februari 1967 i Rotterdam, är en svensk före detta fotbollsspelare, anfallare.
Kindvall vann skytteligan i Allsvenskan 1994 då han spelade för IFK Norrköping. Han gjorde under säsongen 23 mål. Framgången ledde till ett kontrakt med Hamburger SV i tyska Bundesliga. Han återvände till Allsvenskan redan efter ett år efter en mindre lyckad säsong i Tyskland, och skrev då på för Malmö FF. Kindvall har beskrivit sejouren i Bundesliga med att "[han] var lite för kass för att lyckas som proffs". Han kom att spela fem säsonger med Malmö FF, de två första slutade laget på andra respektive tredje plats, men föreningen trillade för första gången någonsin ur högstadivisionen 1999. Kindvall stannade kvar i MFF under säsongen i Superettan och hjälpte då MFF tillbaka till Allsvenskan. Han lånades 2001 ut  till Bara GIF i division 4. och lämnade 2002 MFF för gott då han flyttade till BK Näset.
Han är son till den tidigare fotbollsspelaren Ove Kindvall.

## Meriter
- Allsvensk skyttekung 1994
- Svenska cupen 1994

### Webbsidor
- Lista på landskamper, svenskfotboll.se, läst 2013 01 29
- http://nyheter24.se/sport/fotboll/allsvenskan/639094-publikfavoriten-zlatan-ar-zlatan-han-ar-speciell